# قائمة الحاصلين على جائزة شو
جَائِزَة شُو هِيَ جَائِزَة سَنَويَة تَأسَسَتْ فِي عَام 2002 فِي هونغ كونغ وتقَدمهَا مُؤَسَسَةُ شُو منذ عَام 2004 مَصحُوبة بِجَائزةٍ مَاليَّة بِقِيمَة 1.2 مَليون دولار أمريكي، تكريمًا «للأَفرَاد الَّذين يَنْشَطُونَ حَاليًا فِي مَجَالاتِهِم الخْاصَّة والَّذين حَقَقُوا مُؤَخَرًا تَقَدُّمًا بَارِزًا ومُمَيّزًا، والَّذينَ قَدَّمُوا مُسَاهَمَاتٍ بَارِزَة فِي الأبْحَاث أو التَّطبِيقَاتِ الأَكَادِيمِيَّةِ والبَحثِ العِلميّ، أو الَّذينَ حَقَقُوا التَّميُّز فِي المَجَالاتِ الأُخرِى. وتُخصص الجَائِزَةُ لِتَعزِيزِ التَّقدُّم المُجتَمَعيّ، وتَعزِيزِ نَوعِيَّةِ الحَياةِ، وإِثرَاءِ الحَضَارَةِ الرُّوحِيَّةِ للبَشَرِيَّةِ».
تُعرَف الْجَائِزَةُ عَلَى نِطَاقٍ وَاسِعٍ باسم «جائزة نوبل الآسيوية» أو «نُوبِل الشَّرق» أسوة بجائزة نوبل العريقة. وسُمِيَّتْ بِهذا الاسم تكريمًا لإِنجازَات رَائِد الأعمَال الصِّينيّ سِير رَان رُون شُو (邵逸夫)، الَّذي كَانَ مُؤَسِساً لقطب صِنَاعَةِ الترفيه فِي هُونغ كُونغ.

## الخلفية
تُقدَّمُ الْجَائِزَةُ لإنجَازَاتٍ حَدِيثَةٍ فِي عِلمِ الفَلَك وعُلُومِ الحَياةِ وَالطّب والعُلُوم الرِّيَاضِيَّة. وكَمَا أنَّها لا تُمنَح بَعدَ الوَفَاةِ. تُقَدَّمُ التَّرشِيحَات مِنْ قِبَل الأَفرَادِ المَدعوّين بدءًا مِنْ كُلِّ عَام فِي شَهرِ سِبتِمبَر. وَمِن ثُمَّ يَتِم الإعلَانِ عَنِ الفَائِزين بِالجَائِزَةِ فِي الصَّيف، فيَحصُلُونَ عَلَى الجَائِزَةِ فِي الاحتِفَالِ فِي أَوائِلِ الخَرِيفِ. يَحصُلُ الفِائِزُونَ عَلى مِيدالِيَّةٍ وَشَهَادَةٍ. تَحمِلُ في الجُزء الأَمَامِيّ مِن المِيدالِيَّة صُورَةً لـشُو بِالإِضَافَةِ إِلَى الإِسم بالإِنجلِيزِيَّةِ والاسمِ الصِّينيّ التَّقلِيديّ للجَائِزَةِ. كما يَحمِلُ الظَّهرُ الْعَام، والفِئَةِ، واسم الفَائِز، والاقتبَاس الصِّينيّ للفَيلَسُوف زُونزِي
 (制 天命 而 用 之، والَّذي يعنِي «فهم قَانُون الطَّبيعَةِ والاستِفَادَةِ مِنهُ»).
اعتِبارًا مِنْ عَامِ 2012، تَمَّ مَنح 28 جَائِزَة إِلَى 48 شَخْصًا. كَانَ الكَنَديّ جِيم بِيبِلز الفَائِزَ بِالجَائِزَةِ الفَلَكِيَة لِجَائِزَةِ عِلمِ الفَلَكِ لعام 2004، حيث تَمَّ تَكرِيمُهُ لِمُسَاهَمَاتِهِ فِي عِلمِ الكَونِيَّات. كما وَقَدْ تَمَّ مَنْحُ جَائِزَتَين افتِتاحِيتَين لِفِئَةِ عُلُومِ الحَياةِ والطب لكل من ستَانلِي نُورمَان كُوهِين، وَهَربرَت بُوير، وَيُويت وَاي كَان لأَعمَالِهم المُتَعلِّقة بِالحِمضِ النَّوَوِي، بَينَمَا فَازَ الفِيزيُولُوجِيّ البِرِيطَانِيّ رِيتشَارَد دُول لمُسَاهَمَتِهِ فِي عِلمِ وَبَائِيَاتِ السَّرَطَانِ. وفَازَ شِينغ شِِين تِشِيرن مِن الصين بِجَائِزَةِ العُلُومِ الرِّيَاضِيَّة الافتِتَاحِيَّة لِعَمَلِهِ فِي الهَندَسَةِ التَّفَاضُّلِيَّة.
ويَجدُر الإِشَارَة إِلَى أَنَّ سَبعَةً مِن الحَاصِلِينَ عَلَى جَائِزَةِ نُوبِل- جول هوفمان، وبروس بوتلر، وسول بيرلموتر، وآدم ريس، وشينيا ياماناكا، وروبرت ليفكوويتز، وبريان شميدت- كَانُوا مِن الفَائِزِينَ السَّابِقِينَ بِجَائِزَةِ شُو.

## لجان التحكيم
مَجلِسُ التَّحكِيم: يوت واي كان، كينيث يونغ، بيتر غلدريج، راندي شيكمان، بيتر سارناك
عِلمُ الفَلَك: بيتر غلدريج، إيوين فان ديشويك، راينهارد جنزيل، فيكتوريا كاسبي، جون بيكوك
عُلُومِ الحَيَاةِ والطِّب: راندي شيكمان، بروس بوتلر، كارول دبليو غرايدر، فرانتس أولريش هارتل، روبرت ليفكوويتز، إيف ماردر، شينيا ياماناكا
العُلُومُ الرِّيَاضِيَّة: بيتر سارناك، جون ماكلود بول، ديفيد ايزينبد، تيموثي غاورز، جون مورغان (عالم رياضيات)

## الفائزون بجائزة شو

### علم الفلك

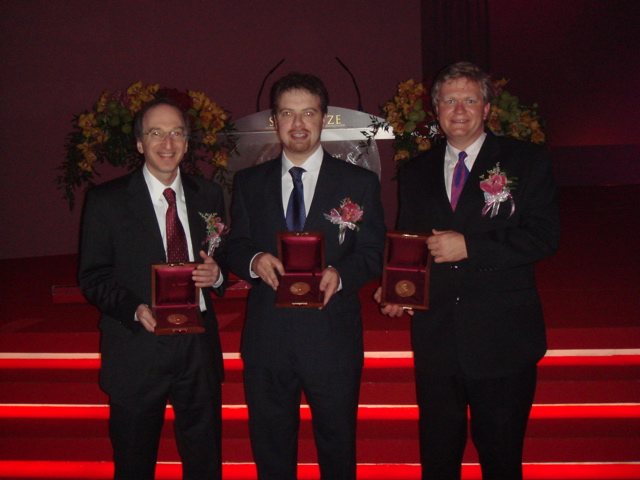
سول بيرلموتر، آدم ريس وبريان شميدت (من اليسار إلى اليمين) فازوا بشكل مشترك بجائزة الفلك عام 2006
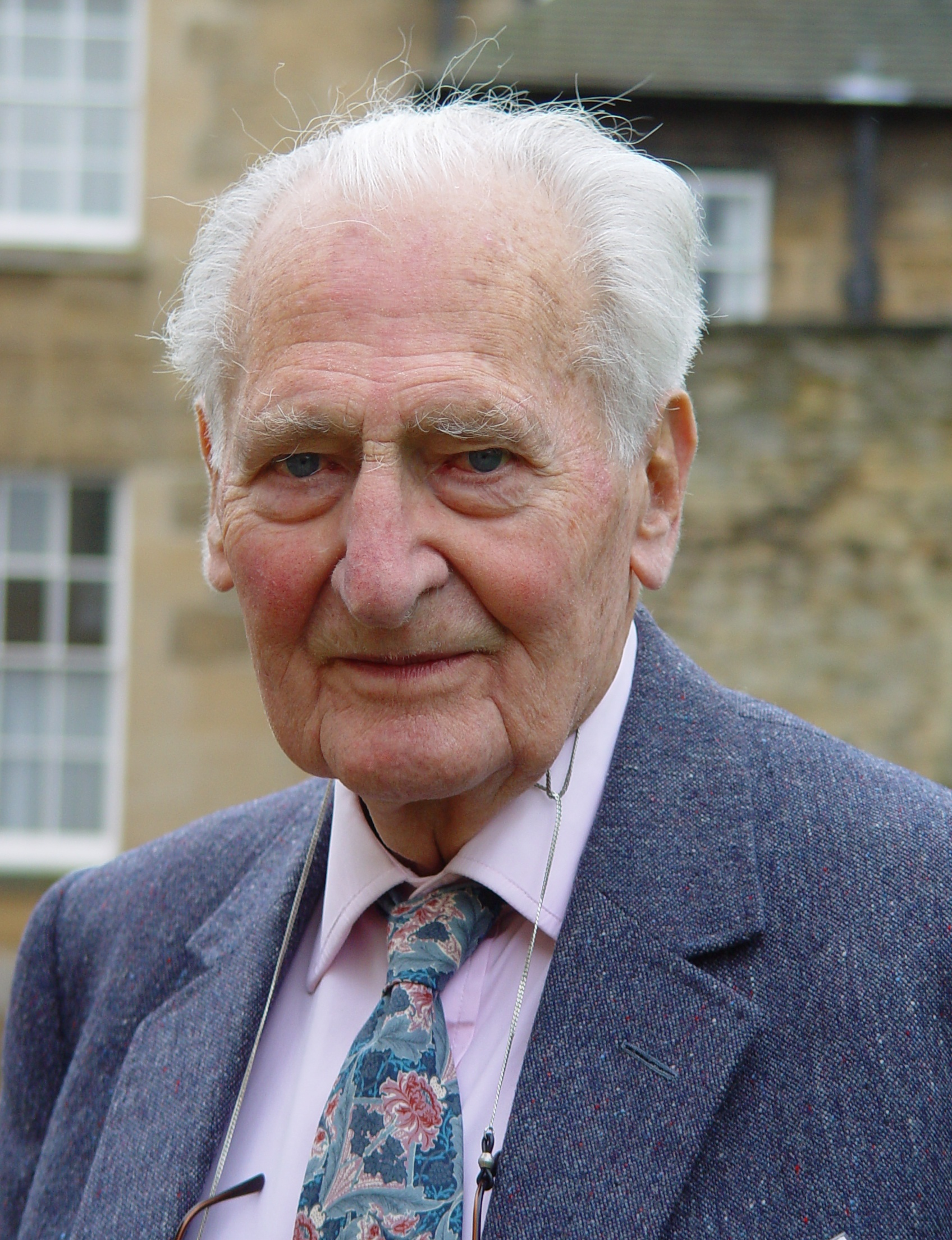
ريتشارد دول، أحد الفائزين بجوائز العلوم والطب لعام 2004
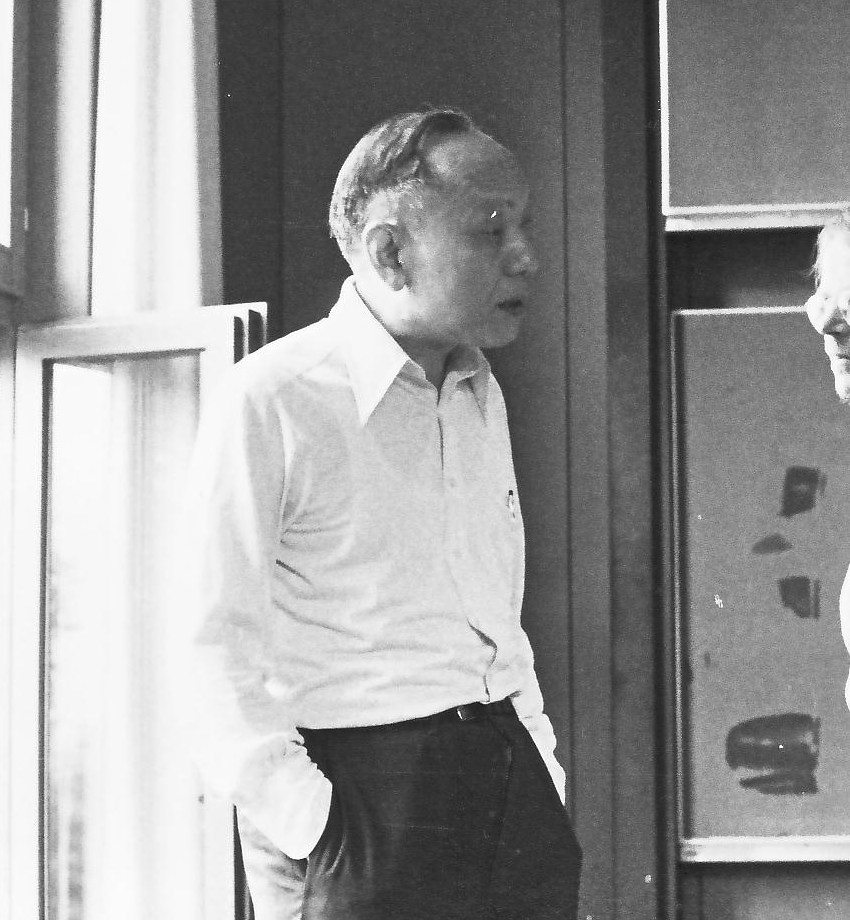
شينغ شين تشيرن، الفائز بجائزة علوم الرياضيات لعام 2004
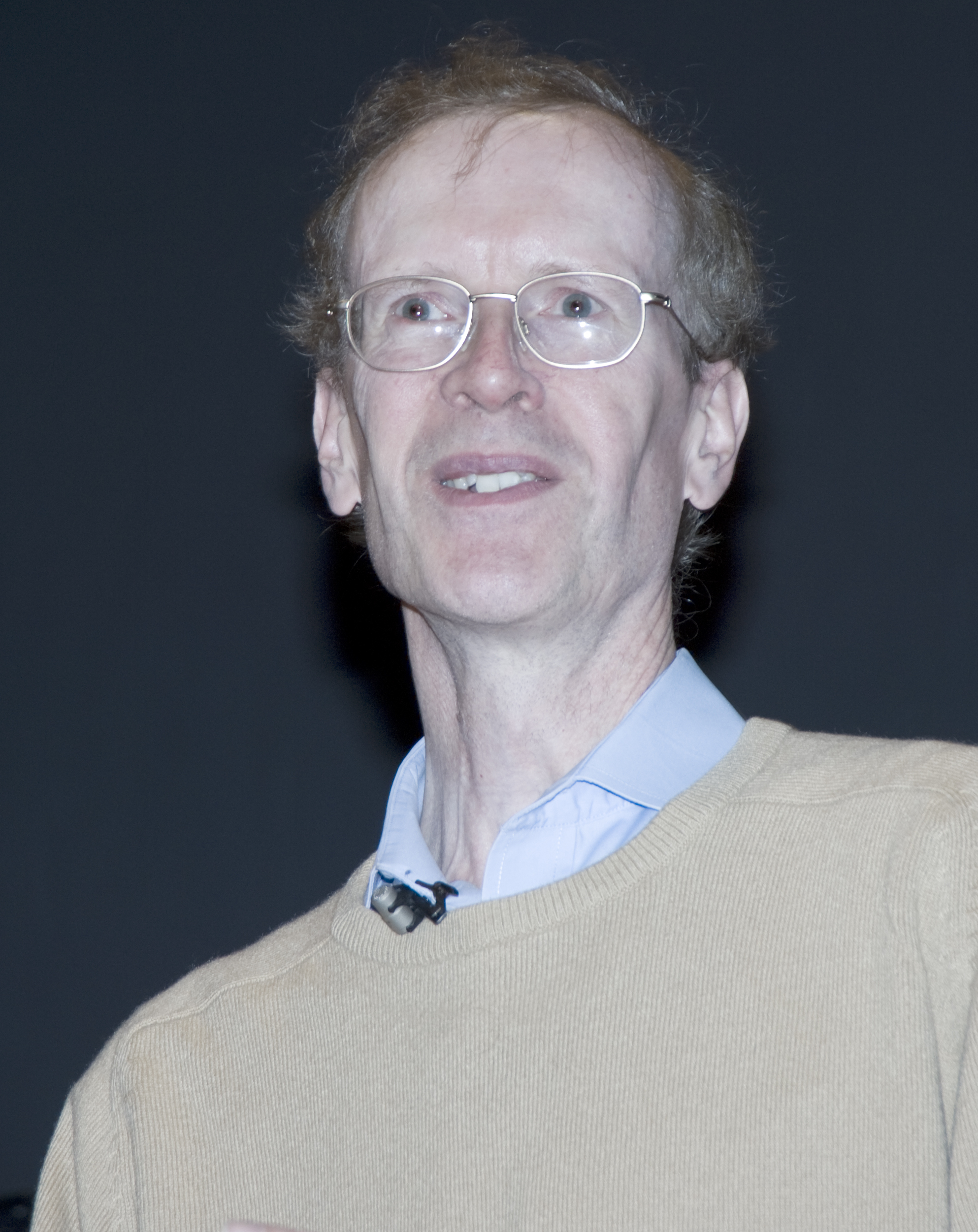
أندرو وايلز، الفائز بجائزة علوم الرياضيات لعام 2005
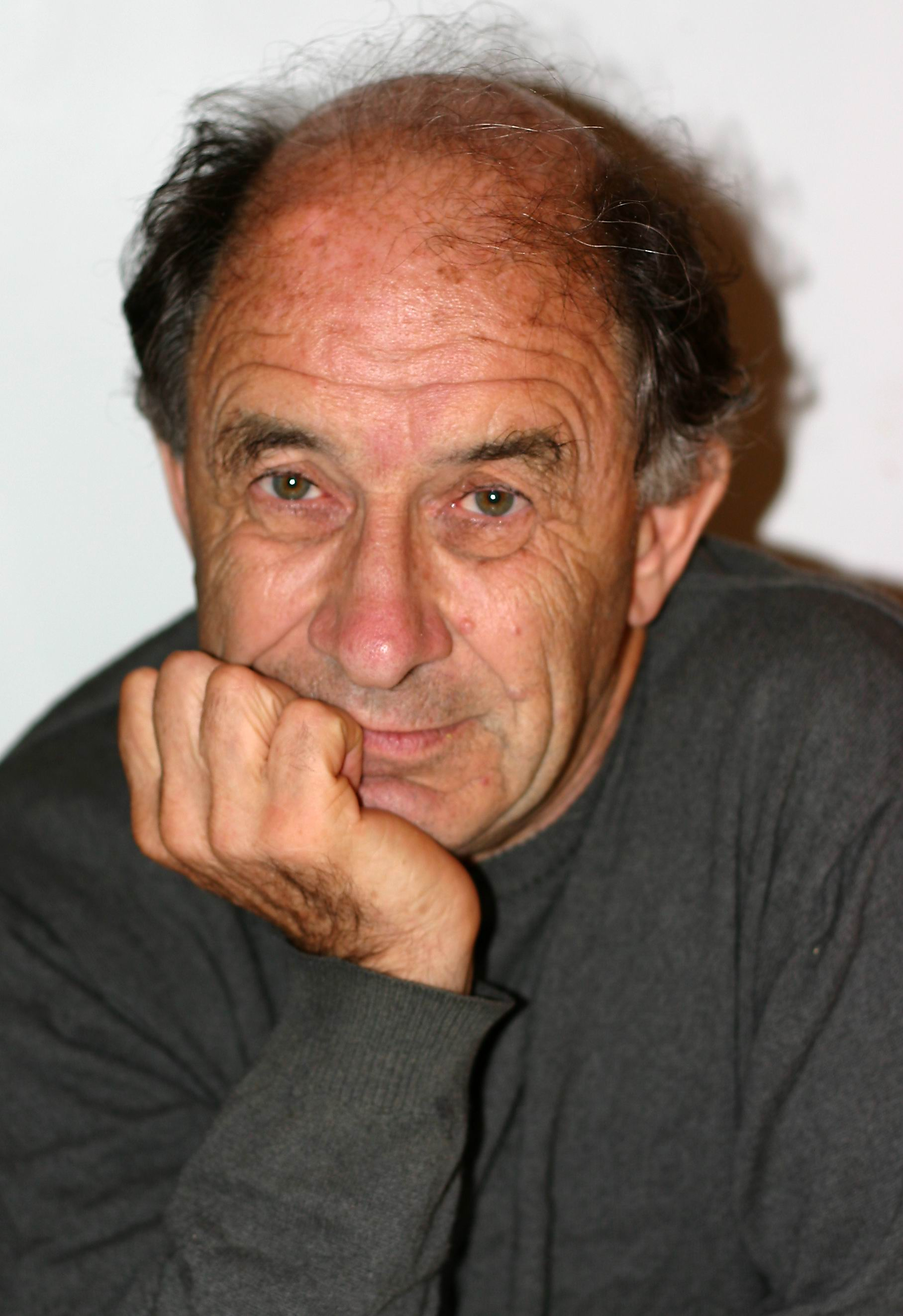
فلاديمير أرنولد، أحد الفائزين بجائزة الرياضيات في عام 2008

| السنة | الحائز على جائزة            | البلد                      | السبب | المراجع       |
| ----- | --------------------------- | -------------------------- | --- | ------------- |
| 2004  | جيم بيبلز                   | الولايات المتحدة           | لمساهماته في علم الكون الفيزيائي | [ 9 ] [ 10 ]  |
| 2005  | جيفري مارسي                 | الولايات المتحدة           | لمساهماتهما التي أدت إلى اكتشاف نظام كوكبي | [ 11 ] [ 12 ] |
| 2005  | ميشيل مايور                 | سويسرا                     | لمساهماتهما التي أدت إلى اكتشاف نظام كوكبي | [ 11 ] [ 12 ] |
| 2006  | سول بيرلموتر                | الولايات المتحدة           | لإيجاد معدل توسع تسارع توسع الكون وكثافة طاقة الفراغ للفضاء | [ 13 ] [ 14 ] |
| 2006  | آدم ريس                     | الولايات المتحدة           | لإيجاد معدل توسع تسارع توسع الكون وكثافة طاقة الفراغ للفضاء | [ 13 ] [ 14 ] |
| 2006  | بريان شميدت                 | أستراليا                   | لإيجاد معدل توسع تسارع توسع الكون وكثافة طاقة الفراغ للفضاء | [ 13 ] [ 14 ] |
| 2007  | بيتر غلدريج                 | الولايات المتحدة           | لإنجازاته في الفيزياء الفلكية النظرية والعلوم الكوكبية | [ 15 ] [ 16 ] |
| 2008  | راينهارد جنزيل              | ألمانيا                    | لإظهار أن مركز درب التبانة يحتوي على ثقب أسود. | [ 17 ] [ 18 ] |
| 2009  | فرانك شو (徐遐生)           | الولايات المتحدة           | لمساهماته مدى الحياة في علم الفلك النظري | [ 19 ] [ 20 ] |
| 2010  | تشارلز إل بينيت             | الولايات المتحدة           | لمساهماتهم في تجربة مسبار ويلكينسون لقياس التباين الميكروي، والتي ساعدت على تحديد الهندسة والعمر وتكوين الكون | [ 21 ]        |
| 2010  | ليمان بيج                   | الولايات المتحدة           | لمساهماتهم في تجربة مسبار ويلكينسون لقياس التباين الميكروي، والتي ساعدت على تحديد الهندسة والعمر وتكوين الكون | [ 21 ]        |
| 2010  | ديفيد سبيرجل                | الولايات المتحدة           | لمساهماتهم في تجربة مسبار ويلكينسون لقياس التباين الميكروي، والتي ساعدت على تحديد الهندسة والعمر وتكوين الكون | [ 21 ]        |
| 2011  | إنريكو كوستا (عالم فيزيائي) | إيطاليا                    | لقيادتهم للبعثات الفضائية التي مكنت من إثبات الأصل الكوسمولوجي لرشقات أشعة غاما، ألمع المصادر المعروفة في الكون. | [ 22 ]        |
| 2011  | جيرالد فيشمان               | الولايات المتحدة           | لقيادتهم للبعثات الفضائية التي مكنت من إثبات الأصل الكوسمولوجي لرشقات أشعة غاما، ألمع المصادر المعروفة في الكون. | [ 22 ]        |
| 2012  | ديفيد جويت                  | الولايات المتحدة           | لاكتشافهم ووصفهم الأجسام العابرة للنبتان، التي تعد كنز أثري يعود إلى تكوين النظام الشمسي والمصدر الذي طال البحث عنه لمذنبات قصيرة الأمد. | [ 23 ]        |
| 2012  | جين لوو                     | الولايات المتحدة           | لاكتشافهم ووصفهم الأجسام العابرة للنبتان، التي تعد كنز أثري يعود إلى تكوين النظام الشمسي والمصدر الذي طال البحث عنه لمذنبات قصيرة الأمد. | [ 23 ]        |
| 2013  | ستيفن بالوبس                | المملكة المتحدة            | لاكتشافهم ودراستهم لعدم الاستقرار المغناطيسي، ولإثباتهم أن عدم الاستقرار هذا يؤدي إلى الاضطراب وهو آلية قابلة للحياة لنقل الزخم الزاوي في أقراص التنامي الفيزيائي الفلكي. | [ 24 ]        |
| 2013  | جون هاولي                   | الولايات المتحدة           | لاكتشافهم ودراستهم لعدم الاستقرار المغناطيسي، ولإثباتهم أن عدم الاستقرار هذا يؤدي إلى الاضطراب وهو آلية قابلة للحياة لنقل الزخم الزاوي في أقراص التنامي الفيزيائي الفلكي. | [ 24 ]        |
| 2014  | دانيال أيزنشتاين            | الولايات المتحدة           | لمساهماتهم في قياسات الميزات في البنية الواسعة النطاق للمجرات المستخدمة لتقييد النموذج الكوسمولوجي بما في ذلك التذبذبات الصوتية لـباريون والتشوه في الفضاء الأحمر. | [ 25 ]        |
| 2014  | شون كول                     | المملكة المتحدة            | لمساهماتهم في قياسات الميزات في البنية الواسعة النطاق للمجرات المستخدمة لتقييد النموذج الكوسمولوجي بما في ذلك التذبذبات الصوتية لـباريون والتشوه في الفضاء الأحمر. | [ 25 ]        |
| 2014  | جون بيكوك                   | المملكة المتحدة            | لمساهماتهم في قياسات الميزات في البنية الواسعة النطاق للمجرات المستخدمة لتقييد النموذج الكوسمولوجي بما في ذلك التذبذبات الصوتية لـباريون والتشوه في الفضاء الأحمر. | [ 25 ]        |
| 2015  | وليام بوروكي                | الولايات المتحدة           | لحملته ولقيادته مهمة كبلر، والتي طوّرت إلى حد كبير المعرفة لكل من أنظمة الكواكب خارج المجموعة الشمسية والداخلية النجمية. | [ 26 ]        |
| 2016  | رونالد دريفر                | المملكة المتحدة            | لتصوّره وتصميمه جهاز قياس تداخل الجاذبية بالليزر (LIGO)، والذي كشف اكتشافه المباشر لموجات الجاذبية عن نافذة جديدة في علم الفلك، مع أول اكتشاف رائع هو دمج زوج من الثقوب السوداء الكتلية النجمية. | [ 27 ]        |
| 2016  | كيب ثورن                    | الولايات المتحدة           | لتصوّره وتصميمه جهاز قياس تداخل الجاذبية بالليزر (LIGO)، والذي كشف اكتشافه المباشر لموجات الجاذبية عن نافذة جديدة في علم الفلك، مع أول اكتشاف رائع هو دمج زوج من الثقوب السوداء الكتلية النجمية. | [ 27 ]        |
| 2016  | راينر فايس                  | الولايات المتحدة           | لتصوّره وتصميمه جهاز قياس تداخل الجاذبية بالليزر (LIGO)، والذي كشف اكتشافه المباشر لموجات الجاذبية عن نافذة جديدة في علم الفلك، مع أول اكتشاف رائع هو دمج زوج من الثقوب السوداء الكتلية النجمية. | [ 27 ]        |
| 2017  | سيمون وايت                  | ألمانيا                    | لمساهماته في فهم تكوين البنية في الكون. مع محاكاة عددية قوية، أظهرت كيفية تطوّر تقلبات الكثافة الصغيرة في الكون في وقت مبكر إلى المجرات وغيرها من الهياكل غير الخطية، وتدعم بقوة الكوسمولوجيا ذات الهندسة المسطحة، وتسيطر عليها المادة المظلمة والثابت الكوني. | [ 28 ]        |
| 2018  | جين-لووب بوجيت              | فرنسا                      | لمساهماته في علم الفلك في الأشعة تحت الحمراء إلى المدى الطيفي دون المليميتر. لقد اكتشف الخلفية الكونية بالأشعة تحت الحمراء البعيدة عن المجرات التي شكلت النجوم في الماضي، واقترح جزيئات الهيدروكربون العطرية كمكون من المادة بين النجوم. مع مهمة الفضاء بلانك، قام بتطوير معرفتنا بشكل كبير عن علم الكونيات في وجود أمواج في الفضاء بين النجوم.                                  | [ 29 ]        |
| 2019  | إدوارد سي ستون              | الولايات المتحدة           | لدوره القيادي في مشروع فوياجر، الذي ساهم في تغيير الفهم البشري للكواكب الأربعة العملاقة في المجموعة الشمسية الخارجية، والذي بدأ، في زمن منح هذه الجائزة، في استكشاف الفضاء البين نجمي. | [ 30 ]        |
| 2020  | روجر بلاندفورد              | الولايات المتحدة           | لمساهماته التأسيسية في الفيزياء الفلكية النظرية، لا سيما فيما يتعلق بالفهم الأساسي لنوى المجرة النشطة، وتشكيل النفاثات النسبية وتوازيها، وآلية استخراج الطاقة من الثقوب السوداء، وتسريع الجسيمات في الصدمات وآليات الإشعاع ذات الصلة. | [ 31 ]        |
| 2021  | فيكتوريا كاسبي              | الولايات المتحدة · كندا    | لمساهماتهما في فهمنا للنجوم المغناطيسية، وهي فئة من النجوم النيوترونية شديدة المغنطة والتي ترتبط بمجموعةٍ واسعةٍ من الظواهر الفيزيائية الفلكية العابرة والمُذهلة. من خلال تطوير تقنيات مراقبة جديدة ودقيقة، أكَّدتا وجود نجوم نيوترونية ذات مجالات مغناطيسية فائقة القوة ووصفتا خصائصها الفيزيائية. لقد أسس عملهما النجوم المغناطيسية كفئةٍ جديدةٍ ومُهمَّة من الأجسام الفيزيائية الفلكية. | [ 32 ]        |
| 2021  | كريسا كوفيليوتو             | اليونان · الولايات المتحدة | لمساهماتهما في فهمنا للنجوم المغناطيسية، وهي فئة من النجوم النيوترونية شديدة المغنطة والتي ترتبط بمجموعةٍ واسعةٍ من الظواهر الفيزيائية الفلكية العابرة والمُذهلة. من خلال تطوير تقنيات مراقبة جديدة ودقيقة، أكَّدتا وجود نجوم نيوترونية ذات مجالات مغناطيسية فائقة القوة ووصفتا خصائصها الفيزيائية. لقد أسس عملهما النجوم المغناطيسية كفئةٍ جديدةٍ ومُهمَّة من الأجسام الفيزيائية الفلكية. | [ 32 ]        |
| 2022  | لينارت ليندغرين             | السويد                     | لمساهماتهما وإنجازهما الأهم في حياتهما في قياس الفلك الفضائي، وعلى وجه الخصوص لدورهما في تصور وتصميم بعثتي هيباركوس وغايا التابعة لوكالة الفضاء الأوروبية. | [ 33 ] [ 34 ] |
| 2022  | مايكل بيريمان               | أيرلندا                    | لمساهماتهما وإنجازهما الأهم في حياتهما في قياس الفلك الفضائي، وعلى وجه الخصوص لدورهما في تصور وتصميم بعثتي هيباركوس وغايا التابعة لوكالة الفضاء الأوروبية. | [ 33 ] [ 34 ] |
| 2023  | ماثيو بايليس                | أستراليا                   | لاكتشافهم الانفجارات الراديوية السريعة (FRBs). | [ 35 ]        |
| 2023  | دنكان لوريمر                | الولايات المتحدة           | لاكتشافهم الانفجارات الراديوية السريعة (FRBs). | [ 35 ]        |
| 2023  | مورا ماكلولين               | الولايات المتحدة           | لاكتشافهم الانفجارات الراديوية السريعة (FRBs). | [ 35 ]        |
| 2024  | شرينیفاس كولكارني           | الولايات المتحدة           | لاكتشافاته الرائدة حول النجوم النابضة التي تستغرق ملٍّي ثانية، وانفجارات أشعة جاما، والمستعرات العظمى، وغيرها من الأجرام الفلكية المتغيرة أو العابرة |               |

### علوم الحياة والطب
| السنة | الحائز على الجائزة    | البلد            | السبب | المراجع       |
| ----- | --------------------- | ---------------- | --- | ------------- |
| 2004  | ستانلي نورمان كوهين   | الولايات المتحدة | لمساهماتهما في استنساخ الحمض النووي الريبوزي منقوص الأكسجين والهندسة الوراثية | [ 9 ]         |
| 2004  | هيربرت بوير           | الولايات المتحدة | لمساهماتهما في استنساخ الحمض النووي الريبوزي منقوص الأكسجين والهندسة الوراثية | [ 9 ]         |
| 2004  | يوت واي كان           | الولايات المتحدة | لأعماله على تعدد أشكال الحمض النووي | [ 9 ]         |
| 2004  | ريتشارد دول           | المملكة المتحدة  | لمساهماته في وبائيات السرطان | [ 9 ]         |
| 2005  | مايكل جون بيردج       | المملكة المتحدة  | لأعماله على إشارات الكالسيوم، وهي عملية تنظم نشاط الخلايا. | [ 11 ] [ 36 ] |
| 2006  | شياو دونغ وانغ        | الولايات المتحدة | لأعماله في موت الخلية المبرمج | [ 13 ] [ 37 ] |
| 2007  | روبرت ليفكوويتز       | الولايات المتحدة | لأعماله في مستقبل مقترن بالبروتين ج | [ 15 ] [ 38 ] |
| 2008  | كيث كامبل             | المملكة المتحدة  | لأعمالهم على تمايز الخلايا في الثدييات، وهي عملية تعمل على تطوير معرفتنا بالبيولوجيا التطورية | [ 17 ]        |
| 2008  | إيان ويلموت           | المملكة المتحدة  | لأعمالهم على تمايز الخلايا في الثدييات، وهي عملية تعمل على تطوير معرفتنا بالبيولوجيا التطورية | [ 17 ]        |
| 2008  | شينيا ياماناكا        | اليابان          | لأعمالهم على تمايز الخلايا في الثدييات، وهي عملية تعمل على تطوير معرفتنا بالبيولوجيا التطورية | [ 17 ]        |
| 2009  | دوغلاس كولمان         | الولايات المتحدة | لاكتشافهم اللبتين | [ 19 ]        |
| 2009  | جيفري مايكل فريدمان   | الولايات المتحدة | لاكتشافهم اللبتين | [ 19 ]        |
| 2010  | ديفيد جوليوس          | الولايات المتحدة | لاكتشافه الآليات الجزيئية التي يستشعر بها الجلد مؤثرات مؤلمة. | [ 21 ]        |
| 2011  | جول هوفمان            | فرنسا            | لاكتشافهم الآلية الجزيئية للمناعة الفطرية، خط الدفاع الأول ضد مسببات الأمراض. | [ 22 ]        |
| 2011  | رسلان ميدجيتوف        | الولايات المتحدة | لاكتشافهم الآلية الجزيئية للمناعة الفطرية، خط الدفاع الأول ضد مسببات الأمراض. | [ 22 ]        |
| 2011  | بروس بوتلر            | الولايات المتحدة | لاكتشافهم الآلية الجزيئية للمناعة الفطرية، خط الدفاع الأول ضد مسببات الأمراض. | [ 22 ]        |
| 2012  | فرانتس-أولريش هارتل   | ألمانيا          | لمساهماتهم في فهم الآلية الجزيئية للطي البروتين. إن طي البروتين السليم ضروري للعديد من الوظائف الخلوية. | [ 23 ]        |
| 2012  | آرثر هورويتش          | الولايات المتحدة | لمساهماتهم في فهم الآلية الجزيئية للطي البروتين. إن طي البروتين السليم ضروري للعديد من الوظائف الخلوية. | [ 23 ]        |
| 2013  | جيفري هال             | الولايات المتحدة | لاكتشافهم الآليات الجزيئية تحت إيقاع الساعة البيولوجية. | [ 24 ]        |
| 2013  | مايكل روسباش          | الولايات المتحدة | لاكتشافهم الآليات الجزيئية تحت إيقاع الساعة البيولوجية. | [ 24 ]        |
| 2013  | مايكل يونغ            | الولايات المتحدة | لاكتشافهم الآليات الجزيئية تحت إيقاع الساعة البيولوجية. | [ 24 ]        |
| 2014  | كازوتوشي موري         | اليابان          | من أجل اكتشاف استجابة البروتين غير المكتمل للشبكة الإندوبلازمية، وهي مسار إشارة الخلية الذي يتحكم في توازن العضية وجودة تصدير البروتين في الخلايا حقيقية النواة. | [ 25 ]        |
| 2014  | بيتر والتر            | الولايات المتحدة | من أجل اكتشاف استجابة البروتين غير المكتمل للشبكة الإندوبلازمية، وهي مسار إشارة الخلية الذي يتحكم في توازن العضية وجودة تصدير البروتين في الخلايا حقيقية النواة. | [ 25 ]        |
| 2015  | بوني لين باسلر        | الولايات المتحدة | لتوضيحه الآلية الجزيئية لاستشعار النصاب، وهي عملية تتواصل بواسطتها البكتيريا مع بعضها البعض والتي تقدم طرقًا مبتكرة للتدخل مع مسببات الأمراض البكتيرية أو تعديل الميكروبيوم للتطبيقات الصحية. | [ 26 ]        |
| 2015  | إيفرت بيتر غرينبرغ    | الولايات المتحدة | لتوضيحه الآلية الجزيئية لاستشعار النصاب، وهي عملية تتواصل بواسطتها البكتيريا مع بعضها البعض والتي تقدم طرقًا مبتكرة للتدخل مع مسببات الأمراض البكتيرية أو تعديل الميكروبيوم للتطبيقات الصحية. | [ 26 ]        |
| 2016  | أدريان بيرد           | المملكة المتحدة  | لاكتشافهم الجينات والبروتينات المشفرة التي تعترف بتعديل كيميائي واحد للحمض النووي للكروموسومات التي تؤثر على التحكم الجيني كأساس لاضطراب النمو (متلازمة ريت). | [ 27 ]        |
| 2016  | هدى الزغبي            | الولايات المتحدة | لاكتشافهم الجينات والبروتينات المشفرة التي تعترف بتعديل كيميائي واحد للحمض النووي للكروموسومات التي تؤثر على التحكم الجيني كأساس لاضطراب النمو (متلازمة ريت). | [ 27 ]        |
| 2017  | إيان جيبونز           | الولايات المتحدة | لاكتشافهم للبروتينات الحركية المرتبطة بالميكروتوبول: المحركات التي تعمل على التحركات الخلوية والداخلية الضرورية لنمو الخلايا البشرية وانقسامها وبقائها. | [ 28 ]        |
| 2017  | رونالد فال            | الولايات المتحدة | لاكتشافهم للبروتينات الحركية المرتبطة بالميكروتوبول: المحركات التي تعمل على التحركات الخلوية والداخلية الضرورية لنمو الخلايا البشرية وانقسامها وبقائها. | [ 28 ]        |
| 2018  | ماري كلير كينغ        | الولايات المتحدة | لرسمها التخطيطي لأول جين لسرطان الثدي باستخدام النمذجة الرياضية، تنبأت كينغ ثم برهنت على أن سرطان الثدي يمكن أن يحدث بسبب جين واحد. ورسمت خريطة للجين الذي سهل استنساخه وأدى إلى إنقاذ آلاف الأرواح. | [ 29 ]        |
| 2019  | ماريا جاسين           | الولايات المتحدة | لعملها الذي يوضح أن فواصل مزدوجة حبلا في الحمض النووي تحفز إعادة التركيب في خلايا الثدييات. كان هذا العمل الأساسي ضروريًا وأدى مباشرة إلى الأدوات التي تتيح إجراء تغييرات في مواقع محددة في جينومات الثدييات.                                                                                              | [ 39 ]        |
| 2020  | جيرو ميسنبوك          | النمسا           | لتطوير علم البصريات الوراثي، وهي تقنية أحدثت ثورة في علم الأعصاب. | [ 40 ]        |
| 2020  | بيتر هيغمان           | ألمانيا          | لتطوير علم البصريات الوراثي، وهي تقنية أحدثت ثورة في علم الأعصاب. | [ 40 ]        |
| 2020  | جورج ناغل             | ألمانيا          | لتطوير علم البصريات الوراثي، وهي تقنية أحدثت ثورة في علم الأعصاب. | [ 40 ]        |
| 2021  | سكوت إمر              | الولايات المتحدة | لاكتشافه التاريخي لمسار مجمع الفرز الداخلي المطلوب للنقل، الضروري في العمليات المتنوعة التي تشمل بيولوجيا الغشاء، بما في ذلك انقسام الخلايا، وتنظيم مُستقبلات سطح الخلية، والانتشار الفيروسي، وتقليم العصب المحوري. هذه العمليات أساسية للحياة والصحة والمرض.                                              | [ 41 ]        |
| 2022  | بول نيغوليسكو         | الولايات المتحدة | لاكتشافاتهما البارزة للعيوب الجزيئية والكيميائية الحيوية والوظيفية الكامنة وراء التليف الكيسي وتحديد وتطوير الأدوية التي تعكس تلك العيوب ويمكن أن تعالج معظم الأشخاص المصابين بهذا الاضطراب، وتخفف من معاناة المرضى وتنقذ حيواتهم.                                                                        | [ 42 ] [ 43 ] |
| 2022  | مايكل جيمس ولش        | الولايات المتحدة | لاكتشافاتهما البارزة للعيوب الجزيئية والكيميائية الحيوية والوظيفية الكامنة وراء التليف الكيسي وتحديد وتطوير الأدوية التي تعكس تلك العيوب ويمكن أن تعالج معظم الأشخاص المصابين بهذا الاضطراب، وتخفف من معاناة المرضى وتنقذ حيواتهم.                                                                        | [ 42 ] [ 43 ] |
| 2023  | باتريك كرامر          | ألمانيا          | لمُساهماتهما الرائدة في مجال علوم الحياة الهيكلية التي سمحت بتصوُّر آلات البروتين المسؤولة عن نسخ المورثات على مستوى الذرات الفردية، وهي إحدى العمليات الأساسية للحياة. كشفا عن الآلية الكامنة وراء كل خطوة في نسخ المورثات، وكيف أن النسخ الوراثي المناسب يعزز الصحة، وكيف يتسبب عدم التنظيم في حدوث المرض. | [ 35 ]        |
| 2023  | إيفا نيكولاس          | الولايات المتحدة | لمُساهماتهما الرائدة في مجال علوم الحياة الهيكلية التي سمحت بتصوُّر آلات البروتين المسؤولة عن نسخ المورثات على مستوى الذرات الفردية، وهي إحدى العمليات الأساسية للحياة. كشفا عن الآلية الكامنة وراء كل خطوة في نسخ المورثات، وكيف أن النسخ الوراثي المناسب يعزز الصحة، وكيف يتسبب عدم التنظيم في حدوث المرض. | [ 35 ]        |
| 2024  | ستيوارت هولاند أوركين | الولايات المتحدة | لاكتشافهما الآليات الجينية والجزيئية الكامنة وراء التحول في الهيموغلوبين من الأجنة إلى البوالغ، مما أتاح إمكانية التوصل إلى علاج ثوري وفعال للغاية لتحرير الجينوم لعلاج فقر الدم المنجلي وثلاسيميا بيتا، أمراض الدم المدمرة التي تؤثر على ملايين الأشخاص في جميع أنحاء العالم.                            |               |
| 2024  | سوي لاي ثين           | الولايات المتحدة | لاكتشافهما الآليات الجينية والجزيئية الكامنة وراء التحول في الهيموغلوبين من الأجنة إلى البوالغ، مما أتاح إمكانية التوصل إلى علاج ثوري وفعال للغاية لتحرير الجينوم لعلاج فقر الدم المنجلي وثلاسيميا بيتا، أمراض الدم المدمرة التي تؤثر على ملايين الأشخاص في جميع أنحاء العالم.                            |               |

### الرياضيات
| السنة | الحائز على الجائزة  | البلد                      | السبب | المراجع       |
| ----- | ------------------- | -------------------------- | --- | ------------- |
| 2004  | شينغ شين تشيرن      | الصين                      | لبدءه وريادته في الهندسة التفاضلية العالمية | [ 9 ] [ 44 ]  |
| 2005  | أندرو وايلز         | المملكة المتحدة            | لإثباته مبرهنة فيرما الأخيرة | [ 11 ] [ 45 ] |
| 2006  | ديفيد مومفورد       | الولايات المتحدة           | لمساهماته في نمط النظرية وأبحاث الرؤية | [ 13 ] [ 46 ] |
| 2006  | وو ون جيون          | الصين                      | لمساهماته في مكننة الرياضيات | [ 13 ] [ 46 ] |
| 2007  | روبرت لانجلاندس     | الولايات المتحدة           | لتطوير برنامج انغلاندز، وهو برنامج يربط بين الأعداد الأولية بالتناظر | [ 15 ] [ 47 ] |
| 2007  | ريتشارد تايلور      | المملكة المتحدة            | لتطوير برنامج انغلاندز، وهو برنامج يربط بين الأعداد الأولية بالتناظر | [ 15 ] [ 47 ] |
| 2008  | فلاديمير أرنولد     | روسيا                      | لمساهماتهم في الفيزياء الرياضية | [ 17 ]        |
| 2008  | لودفيج فادييف       | روسيا                      | لمساهماتهم في الفيزياء الرياضية | [ 17 ]        |
| 2009  | سيمون دونالدسون     | المملكة المتحدة            | لمساهماتها في هندسة الأبعاد الثلاثية والأبعاد الرباعية | [ 19 ]        |
| 2009  | كليفورد توبيس       | الولايات المتحدة           | لمساهماتها في هندسة الأبعاد الثلاثية والأبعاد الرباعية | [ 19 ]        |
| 2010  | جان بورغين          | الولايات المتحدة           | لعمله في التحليل الرياضي وتطبيقه على مجالات تتراوح من المعادلات التفاضلية الجزئية إلى علوم الكمبيوتر النظرية | [ 21 ]        |
| 2011  | ديمتريوس كريستودولو | سويسرا                     | لأعمالهم المبتكرة جداً على المعادلات التفاضلية الجزئية غير الخطية في هندسة ريمان وتطبيقاتها على النسبية العامة والطوبولوجيا. | [ 22 ]        |
| 2011  | ريتشارد هاميلتون    | الولايات المتحدة           | لأعمالهم المبتكرة جداً على المعادلات التفاضلية الجزئية غير الخطية في هندسة ريمان وتطبيقاتها على النسبية العامة والطوبولوجيا. | [ 22 ]        |
| 2012  | مكسيم كونتسفيتش     | فرنسا                      | لعمله الرائد في الجبر والهندسة والفيزياء الرياضية وخاصة تكميم التشوه والتكامل الحركي وتناظر المرآة. | [ 23 ]        |
| 2013  | ديفيد دونوهو        | الولايات المتحدة           | لمساهماته العميقة في الإحصاء الرياضي الحديث ولا سيما تطوير خوارزميات مثالية للتقدير الإحصائي في وجود ضوضاء وتقنيات فعالة للتمثيل المتناثر والاسترجاع في مجموعات البيانات الكبيرة.                                              | [ 24 ]        |
| 2014  | جورج لوستيغ         | الولايات المتحدة           | لمساهماته الأساسية في الجبر، الهندسة الجبرية، ونظرية التمثيل، ولغرس هذه المواضيع معًا لحل المشاكل القديمة وكشف اتصالات جديدة جميلة.                                                                                             | [ 25 ]        |
| 2015  | غيرد فالتينغز       | ألمانيا                    | لإدخالها وتطوير الأدوات الأساسية في نظرية الأعداد، مما يسمح لها بالإضافة إلى الآخرين بحل بعض المشاكل الكلاسيكية القديمة. | [ 26 ]        |
| 2015  | هنريك إيوانيك       | الولايات المتحدة           | لإدخالها وتطوير الأدوات الأساسية في نظرية الأعداد، مما يسمح لها بالإضافة إلى الآخرين بحل بعض المشاكل الكلاسيكية القديمة. | [ 26 ]        |
| 2016  | نايجل هيتشن         | المملكة المتحدة            | لمساهماته البعيدة في الهندسة ونظرية التمثيل والفيزياء النظرية. كان للمفاهيم والتقنيات الأساسية الأنيقة التي قدمها تأثير كبير ولها أهمية دائمة.                                                                                 | [ 27 ]        |
| 2017  | يانوس كولار         | الولايات المتحدة           | لنتائجهم الملحوظة في العديد من المجالات المركزية للهندسة الجبرية، والتي حولت هذا المجال وأدت إلى حل المشاكل التي طال أمدها والتي بدت بعيدة المنال.                                                                             | [ 28 ]        |
| 2017  | كلير فوازين         | فرنسا                      | لنتائجهم الملحوظة في العديد من المجالات المركزية للهندسة الجبرية، والتي حولت هذا المجال وأدت إلى حل المشاكل التي طال أمدها والتي بدت بعيدة المنال.                                                                             | [ 28 ]        |
| 2018  | لويس كافاريلي       | الولايات المتحدة           | لعمله الرائد على المعادلات التفاضلية الجزئية، بما في ذلك إنشاء نظرية الانتظام للمعادلات غير الخطية مثل معادلة مونجي-أمبير، والمشاكل ذات الحدود الحرة مثل مشكلة العوائق، العمل الذي أثر على جيل كامل من الباحثين في هذا المجال. | [ 29 ]        |
| 2019  | ميشيل تالجراند      | فرنسا                      | لعمله على عدم المساواة في التركيز، على العمليات العشوائية العليا وعلى النتائج الصارمة لنظارات الدوران. | [ 48 ]        |
| 2020  | ألكسندر بيلينسون    | روسيا / الولايات المتحدة   | لتأثيرهما الهائل وإسهاماتهما العميقة في نظرية التمثيل، بالإضافة إلى العديد من مجالات الرياضيات الأخرى. | [ 49 ]        |
| 2020  | ديفيد كشدان         | الولايات المتحدة / إسرائيل | لتأثيرهما الهائل وإسهاماتهما العميقة في نظرية التمثيل، بالإضافة إلى العديد من مجالات الرياضيات الأخرى. | [ 49 ]        |
| 2021  | جان ميشيل بيسموت    | فرنسا                      | لأفكارهما الرائعة التي غيرت، وما زالت تُغيِّر، الهندسة الحديثة. | [ 50 ]        |
| 2021  | جيف شيغر            | الولايات المتحدة           | لأفكارهما الرائعة التي غيرت، وما زالت تُغيِّر، الهندسة الحديثة. | [ 50 ]        |
| 2022  | نوغا آلون           | إسرائيل                    | لمساهماتهما الرائعة في الرياضيات المنفصلة ونظرية النموذج المُتفاعلة مع الهندسة الجبرية والطوبولوجيا وعلوم الحاسوب تفاعلًا واضحًا.                                                                                                 | [ 50 ]        |
| 2022  | إيهود خروشوفسكي     | إسرائيل                    | لمساهماتهما الرائعة في الرياضيات المنفصلة ونظرية النموذج المُتفاعلة مع الهندسة الجبرية والطوبولوجيا وعلوم الحاسوب تفاعلًا واضحًا.                                                                                                 | [ 50 ]        |
| 2023  | فلاديمير درينفيلد   | الولايات المتحدة           | لمساهماتهما المتعلقة بالفيزياء الرياضية والهندستين الحسابية والتفاضلية وهندسة كالر. | [ 35 ]        |
| 2023  | شينغ تونغ ياو       | الولايات المتحدة           | لمساهماتهما المتعلقة بالفيزياء الرياضية والهندستين الحسابية والتفاضلية وهندسة كالر. | [ 35 ]        |
| 2024  | بيتر سارناك         | الولايات المتحدة           | لتطويره النظرية الحسابية للمجموعات الرقيقة والمنخل الأفيني، من خلال الجمع بين نظرية الأعداد والتحليل والتركيبات والديناميكا والهندسة ونظرية الطيف.                                                                             |               |

### عامة
- "The Shaw Laureates (2004 – 2017)". shawprize.org. مؤرشف من الأصل في 2020-03-12.

### محددة
1. 1 2  وصلة مرجع: https://www.shawprize.org/the-shaw-prize/about.
2. 1 2 3  "Introduction". shawprize.org. مؤرشف من الأصل في 2018-10-06. اطلع عليه بتاريخ 2010-12-10.
3. ↑  "Rules of Procedures" (PDF). shawprize.org. مؤرشف من الأصل (PDF) في 2017-12-13. اطلع عليه بتاريخ 2010-12-10.
4. ↑  "Jackson Laboratory scientist wins Shaw Prize, "Nobel of the East"". The Jackson Laboratory. 16 يونيو 2009. مؤرشف من الأصل في 2012-08-28. اطلع عليه بتاريخ 2009-10-26.
5. ↑  "Berkeley Lab's Saul Perlmutter Wins Shaw Prize in Astronomy". Lawrence Berkeley National Laboratory. 21 يونيو 2006. مؤرشف من الأصل في 2014-01-11. اطلع عليه بتاريخ 2009-11-20.
6. ↑  "$1 million 'Nobel of the East' awarded to Sir Michael Berridge, Emeritus Fellow at the Babraham Institute". Babraham Institute. 18 يوليو 2005. مؤرشف من الأصل في 25 يوليو 2011. اطلع عليه بتاريخ 20 نوفمبر 2009.
7. ↑  "Solana Beach: Astronomy researcher gets $1 million Shaw Prize". North County Times. 17 يونيو 2009. مؤرشف من الأصل في 17 يناير 2010. اطلع عليه بتاريخ 20 نوفمبر 2009.
8. ↑  "Medal". shawprize.org. مؤرشف من الأصل في 2018-10-17. اطلع عليه بتاريخ 2010-12-10.
9. 1 2 3  Shaw Prizes 2004 نسخة محفوظة 05 أبريل 2018 على موقع واي باك مشين.
10. ↑  "Shaw Prize awarded to six scientists". Government of Hong Kong. 7 سبتمبر 2004. مؤرشف من الأصل في 2016-03-03. اطلع عليه بتاريخ 2009-10-31.
11. 1 2 3  Shaw Prizes 2005 نسخة محفوظة 05 أبريل 2018 على موقع واي باك مشين.
12. ↑  Sanders، Robert (1 سبتمبر 2005). "Planet hunter Geoffrey Marcy shares $1 million Shaw Prize in astronomy". UC Berkeley. مؤرشف من الأصل في 2018-07-15. اطلع عليه بتاريخ 2009-10-31.
13. 1 2 3  Shaw Prizes 2006 نسخة محفوظة 05 أبريل 2018 على موقع واي باك مشين.
14. ↑  "Berkeley physicist Perlmutter wins Shaw Prize for work on expansion of universe". UC Berkeley. 22 يونيو 2006. مؤرشف من الأصل في 2018-07-15. اطلع عليه بتاريخ 2009-10-31.
15. 1 2 3  Shaw Prizes 2007 نسخة محفوظة 05 أبريل 2018 على موقع واي باك مشين.
16. ↑  "Caltech Astrophysicist Peter Goldreich Wins $1 Million International Shaw Prize". California Institute of Technology. 12 يونيو 2007. مؤرشف من الأصل في 1 يونيو 2010. اطلع عليه بتاريخ 31 أكتوبر 2009.
17. 1 2 3  Shaw Prizes 2008 نسخة محفوظة 05 أبريل 2018 على موقع واي باك مشين.
18. ↑  Viñas، Maria José (10 يونيو 2008). "6 Professors to Share $1-Million Shaw Prizes". The Chronicle of Higher Education. مؤرشف من الأصل في 2018-12-25. اطلع عليه بتاريخ 2009-10-31.
19. 1 2 3  Shaw Prizes 2009 نسخة محفوظة 05 أبريل 2018 على موقع واي باك مشين.
20. ↑  Beja، Marc (16 يونيو 2009). "$1-Million Shaw Prizes Go to 5 Researchers". The Chronicle of Higher Education. مؤرشف من الأصل في 2018-12-25. اطلع عليه بتاريخ 2009-10-31.
21. 1 2 3  Shaw Prizes 2010 نسخة محفوظة 09 يوليو 2017 على موقع واي باك مشين.
22. 1 2 3  Shaw Prizes 2011 نسخة محفوظة 09 يوليو 2017 على موقع واي باك مشين.
23. 1 2 3  Shaw Prizes 2012 نسخة محفوظة 03 مارس 2016 على موقع واي باك مشين.
24. 1 2 3  Shaw Prizes 2013 نسخة محفوظة 06 يوليو 2018 على موقع واي باك مشين.
25. 1 2 3  Shaw Prizes 2014 نسخة محفوظة 06 يوليو 2018 على موقع واي باك مشين.
26. 1 2 3  Shaw Prizes 2015 نسخة محفوظة 05 أبريل 2018 على موقع واي باك مشين.
27. 1 2 3  Shaw Prizes 2016 نسخة محفوظة 05 أبريل 2018 على موقع واي باك مشين.
28. 1 2 3  Shaw Prizes 2017 نسخة محفوظة 06 يوليو 2018 على موقع واي باك مشين.
29. 1 2 3  Shaw Prizes 2018 نسخة محفوظة 02 سبتمبر 2018 على موقع واي باك مشين.
30. ↑  Shaw Prizes 2019 نسخة محفوظة 16 فبراير 2020 على موقع واي باك مشين.
31. ↑  Shaw Prizes 2020 نسخة محفوظة 2021-01-16 على موقع واي باك مشين.
32. ↑  Shaw Prizes 2021 نسخة محفوظة 2021-06-03 على موقع واي باك مشين.
33. ↑  "The 2022 Prize in Astronomy". Shaw Prize Foundation. مؤرشف من الأصل في 2022-09-30. اطلع عليه بتاريخ 2022-09-30.
34. ↑  Frid، Emelie (25 مايو 2022). "Lennart Lindegren is shared recipient of the Shaw Price in Astronomy!". Lund Observatory. مؤرشف من الأصل في 2022-09-30. اطلع عليه بتاريخ 2022-09-30.
35. 1 2 3  Shaw Prize 2023 نسخة محفوظة 2023-07-09 على موقع واي باك مشين.
36. ↑  "$1 million 'Nobel of the East' awarded to Sir Michael Berridge, Emeritus Fellow at the Babraham Institute". Babraham Institute. 18 يوليو 2005. مؤرشف من الأصل في 25 يوليو 2011. اطلع عليه بتاريخ 31 أكتوبر 2009.
37. ↑  "Xiaodong Wang Wins $1 Million Shaw Prize". Howard Hughes Medical Institute. 22 يونيو 2006. مؤرشف من الأصل في 2013-04-07. اطلع عليه بتاريخ 2009-10-31.
38. ↑  "Robert J. Lefkowitz Wins $1 Million Shaw Prize". Howard Hughes Medical Institute. 12 يونيو 2007. مؤرشف من الأصل في 2013-05-09. اطلع عليه بتاريخ 2009-10-31.
39. ↑  Shaw Prizes 2019 نسخة محفوظة 16 فبراير 2020 على موقع واي باك مشين.
40. ↑  Shaw Prizes 2020 نسخة محفوظة 2021-01-16 على موقع واي باك مشين.
41. ↑  Shaw Prizes 2021 نسخة محفوظة 2021-06-02 على موقع واي باك مشين.
42. ↑  "The 2022 Prize in Life Science & Medicine". Shaw Prize Foundation. مؤرشف من الأصل في 2022-10-05. اطلع عليه بتاريخ 2022-10-05.
43. ↑  "Welsh wins 2022 Shaw Prize in Life Sciences and Medicine". جامعة آيوا كلية طب روي ج. ولوسيل أ. كارفر، جامعة آيوا. 25 مايو 2022. مؤرشف من الأصل في 2022-10-05. اطلع عليه بتاريخ 2022-10-05.
44. ↑  Sanders، Robert (6 ديسمبر 2004). "Renowned mathematician Shiing-Shen Chern, who revitalized the study of geometry, has died at 93 in Tianjin, China". UC Berkeley. مؤرشف من الأصل في 2019-05-15. اطلع عليه بتاريخ 2009-10-31.
45. ↑  "Institute For Advanced Study Congratulates 2005 Shaw Prize Laureate Andrew Wiles". Institute for Advanced Study. 7 يونيو 2005. مؤرشف من الأصل في 2018-12-25. اطلع عليه بتاريخ 2009-10-31.
46. ↑  "UT Southwestern biochemist wins $1 million research prize for cell death, cancer insights". UT Southwestern Medical Center. 21 يونيو 2006. مؤرشف من الأصل في 2011-09-27. اطلع عليه بتاريخ 2009-10-31.
47. ↑  "Two Faculty Members Named 2007 Shaw Prize Laureates". Institute for Advanced Study. 13 يونيو 2007. مؤرشف من الأصل في 2018-12-25. اطلع عليه بتاريخ 2009-10-31.
48. ↑  Shaw Prizes 2019 نسخة محفوظة 17 فبراير 2020 على موقع واي باك مشين.
49. ↑  Shaw Prizes 2020 نسخة محفوظة 2020-11-30 على موقع واي باك مشين.
50. 1 2  Shaw Prizes 2021 نسخة محفوظة 2021-06-02 على موقع واي باك مشين.

## روابط خارجية
- الموقع الرسمي